# Katolička Crkva u Indoneziji
Katolička Crkva u Indoneziji (indon. Gereja Katolik di Indonesia) dio je svjetske Katoličke Crkve pod duhovnim vodstvom pape i rimske kurije, na teritoriju Republike Indonezije. Broji više od osam milijuna vjernika (2018.), a ustrojena je u deset nadbiskupija (ujedno i metropolija), dvadeset i sedam biskupija te vojni ordinarijat. Na području Indonezije, uz dijecezanske svećenike i časne sestre, u pastoralnom, misijskom i karitativnom radu djeluju isusovci, misionari Presvetoga Srca Isusova i verbiti.
Veliki utjecaj katoličanstvo je ostavilo na glazbu, inkulturacijom, uključivanjem domoradčke glazbene tradicije u bogoslužje i glazbeni izričaj indonezijskih katolika.

## Povijest
Prvi doticaji Indonezije s kršćanstvom sežu u VII. st., preko kršćanskih trgovaca iz Perzijskoga i Partskoga Carstva, na čijim je prostorima Crkva prisutna od apostolskih vremena. God. 1522. Portugalci su pristali na istočne obale Indonezije. Dvanaest godina poslije na otoke dolaze prvi misionari, isusovci i dominikanci. I Franjo Ksaverski je tijekom 1546. boravio i misijski djelovao na području Indonezije. Dominikanci iz indijske Goe izgradili su zajednice na više indonezijskih otoka (Flores, Solor, Adonara), tvoreći temelje Crkve u Indoneziji. Pobjedom nad Portugalcima 1605. Nizozemci su protjerali katoličke misionare, zamijenivši ih protestantskima, poduprtima Istočnoindijskom kompanijom. Pobjedom Francuske te bankrotom Istočnoindijske kompanije 1799., Napoleonov brat i novi nizozemski kralj Luj, proglašava 1806. slobodu vjere. Sljedeće godine ustanovljena je apostolska prefektura Batavie (tj. Jakarte), koja je 1961. uzdignuta na razinu nadbiskupije. Ubrzo nakon uspostavljanja prefekture podignuta je prva nova katolička crkva te 1808. dolaze katolički svećenici. God. 1859. na otoke dolaze nizozemski isusovci. Prvi katolički svećenik javanskoga podrijetla zaređen je 1926. te je Javanac Albertus Soegijapranata 1940. ustoličen za prvoga domaćega biskupa, kao apostolski vikar, kasnije i nadbiskup Semaranga, u središnjoj Javi.

## Vanjske poveznice
- Indonezijski katolički himni